# Mezquita de las Tres Puertas
La mezquita de las Tres Puertas (en árabe: مسجد الأبواب ابن‎; en francés: Mosquée des Trois Portes) o mezquita de Muhammad ibn Khairun (مسجد ابن الثلاثة) es una mezquita de la ciudad de Cairuán, Túnez. Encargada por Muhammad ibn Khairun en el 866, es una de las mezquitas más antiguas del mundo y uno de los más antiguos testamentos existentes del diseño arquitectónico de la época aglabí.

## Historia
Muhammad ibn Khairun fue un viajero y lector de Corán, que llegó a Cairuán después de visitar múltiples lugares como Bagdad y El Cairo. En Cairuán estableció una mezquita para el estudio de las escrituras.

## Arquitectura

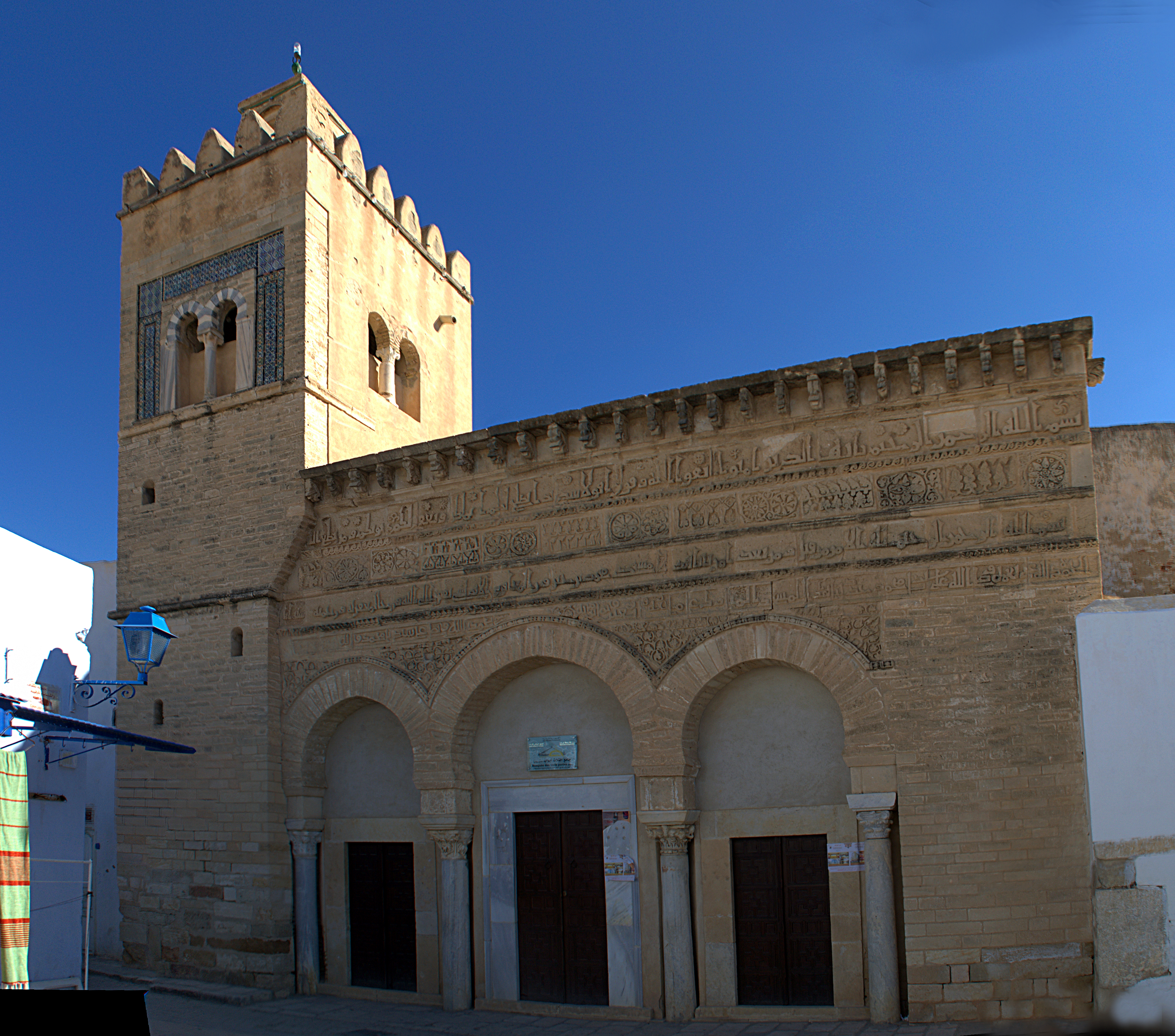
Vista de la mezquita

La mezquita se caracteriza por la estructura central que consiste en tres puertas y arcos de herradura que se asemejan a la de la Gran Mezquita de Cairuán, y el grabado de patrones florales y geométricos, y las inscripciones realizadas en escritura cúfica. A pesar de que el cúfico se utiliza mucho como decoración para la arquitectura islámica, el grabado de la inscripción en el edificio es un caso raro. El diseño de la arquitectura de los aglabíes se caracteriza por la herencia de la tradición arquitectónica local y el reconocimiento simultáneo de los estilos y técnicas metropolitanas del califato abasí. La mezquita contiene una sala de oración con tres bóvedas, paralelas al muro de la qibla, y tres cuencas de agua con pilares coronados. También está adosada a un minarete de forma cuadrada que se añadió posteriormente en la época hafsí.